# 刚果河
刚果河（英語：Congo River）是世界上最深的河流（最深處达220米），且还是非洲中西部最长的河流，全长4640公里（以谦比西河为源头），名列全非洲第二位，仅次于尼罗河，是世界上第九長的河流。刚果河流域面积达401万平方公里，若按流量计算，刚果河是仅次于亚马逊河的世界第二大河，平均流量达每秒4万立方米以上，历史最大流量曾达每秒8.1万立方米。其干流流经赞比亚、刚果民主共和国、刚果共和国和安哥拉。刚果民主共和国和刚果共和国均以刚果河为名。1971年至1997年期间，刚果民主共和国称为扎伊尔，当地语言中意为“河流”，当时该国政府称该河为扎伊尔河（Zaire River）。

## 河流与流域简介

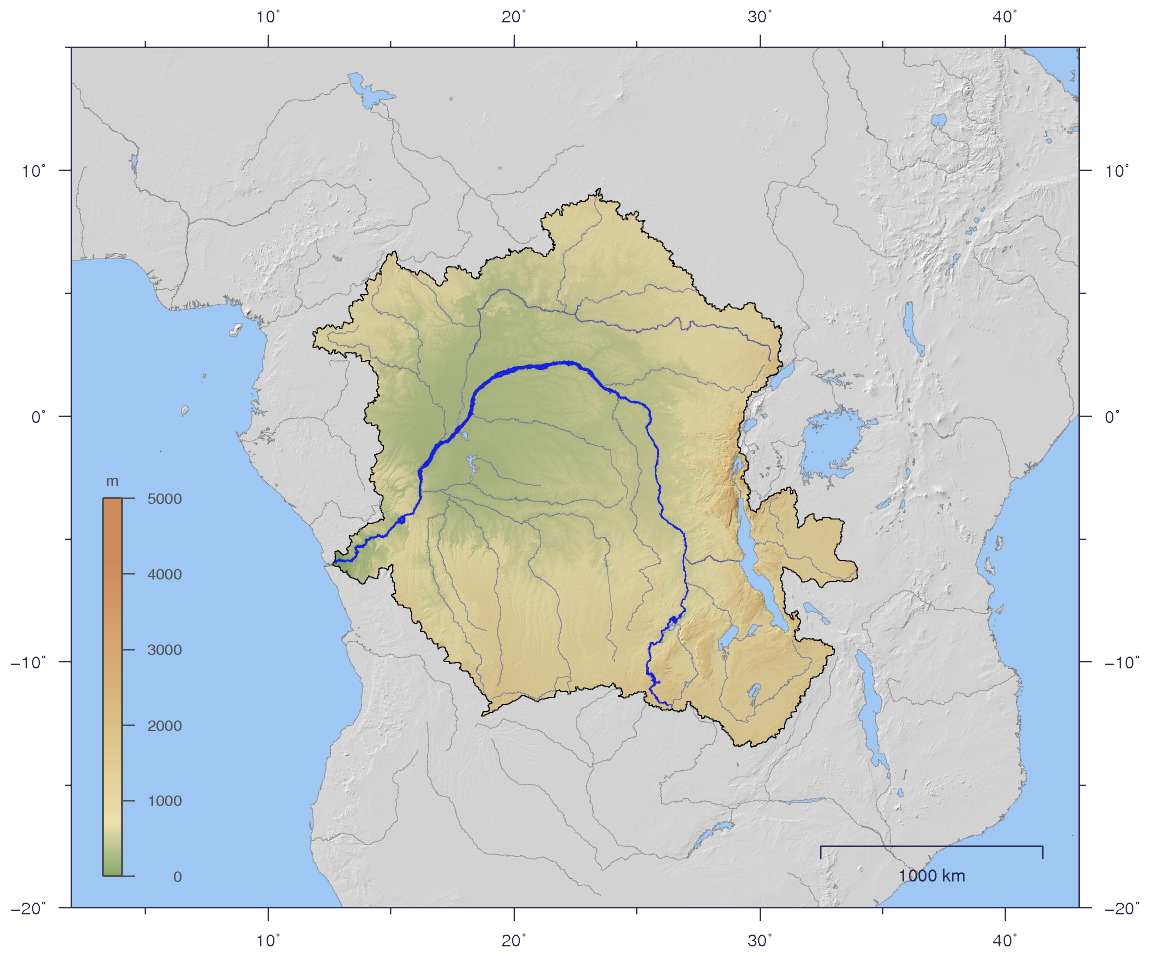
刚果河及其支流流域

刚果河的流域面积為4,014,500平方公里，仅次于亚马逊河居世界第二位，比美国密西西比河大25%。。其流域剛果雨林也是居于亚马逊雨林之后世界第二大的热带雨林区域。刚果河同时也是世界上最深的河流，深处达230米。刚果河的流量從23,000立方米每秒到75,000立方米每秒不等，平均約有41,000立方米每秒。刚果河的流域包括赤道的南邊及北邊，还是世界上唯一一条跨越赤道两次的河流。因為刚果河中總有一部份區域的氣候是在雨季，所以刚果河的流量相對而言算是穩定。

### 源头和上游
刚果河的源头位于赞比亚境内东非大裂谷的高地山区，源头称谦比西河，经过姆韦鲁湖后称卢阿普拉河，向北与发源于坦噶尼喀湖及姆韋魯湖的卢阿拉巴河汇合后，过了基桑加尼附近的斯坦利瀑布后称为刚果河，上游河段全长约2200公里，后折向西流，进入中游河段。

### 中游和湖泊

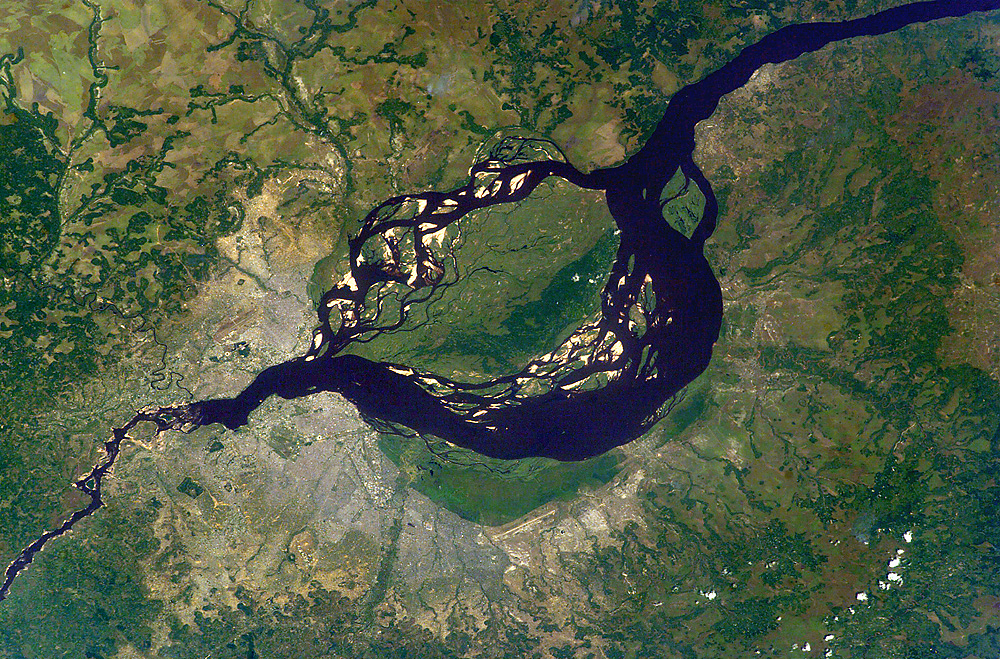
刚果河的卫星照片，其中包括斯坦利湖、布拉柴维尔市和金夏沙市。

进入中游后，刚果河逐渐改向西南，接纳多条支流，最后与乌班吉河合并，进入斯坦利湖。中游河段主要位于刚果盆地中部，长度约1700公里，水流平稳，河面较宽，水量丰富，河中有沙洲和岛屿，沿岸多沼泽和湖泊，其中最大的湖泊是斯坦利湖，两座大城市金夏沙和布拉柴维尔隔湖相对。金夏沙以下，刚果河进入下游。

### 下游和河口

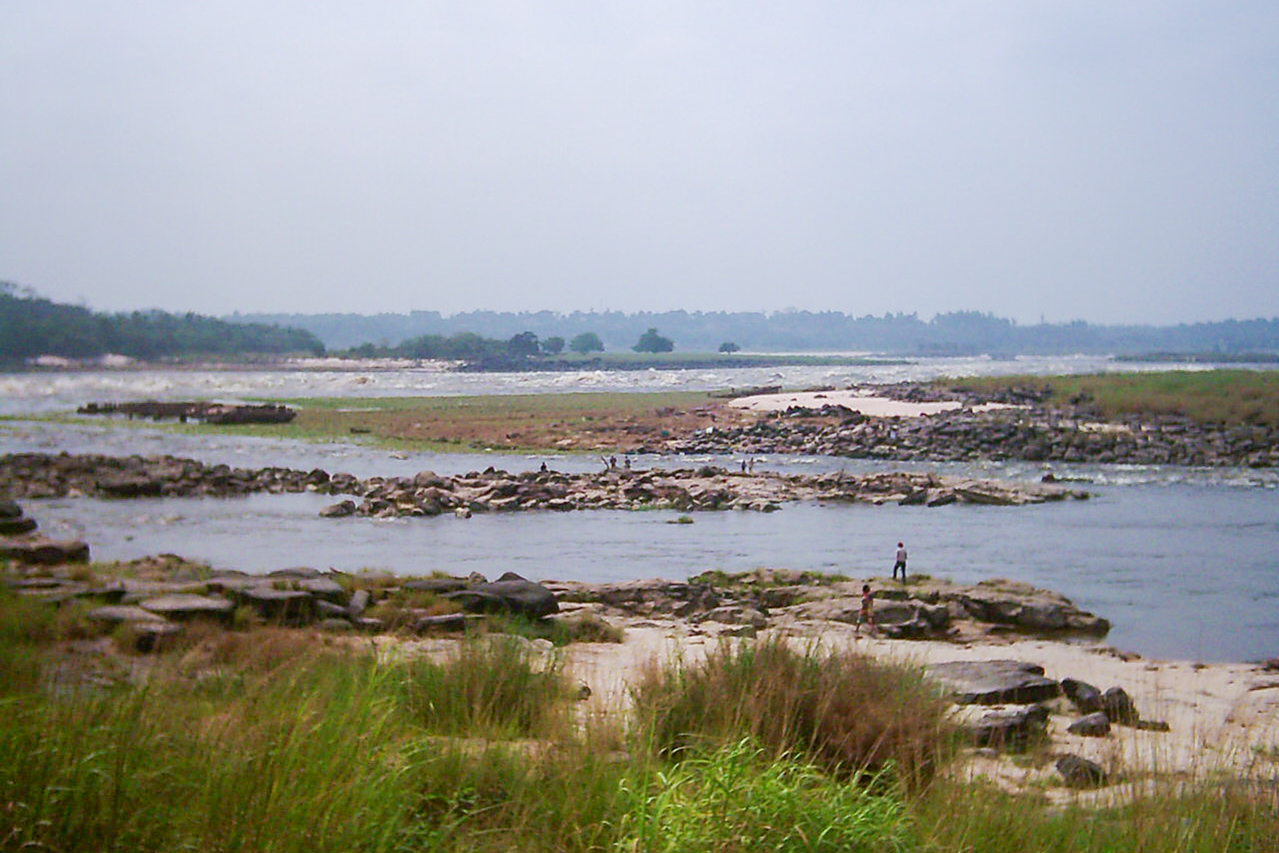
李文斯頓瀑布的开始处，在金夏沙附近

下游刚果河相比中游和上游较短，在金夏沙和大西洋入海口之间，长度约360公里。刚果河下游是是海拔在300至500米刚果盆地中古内陆湖湖水在坚硬的结晶岩山地中切出的河道，落差达280米，水能资源极为集中，形成的著名的李文斯頓瀑布是世界上流量最大的瀑布。约100公里的峡谷，河面便窄至不到400米。最终经过马塔迪和博马，在姆安达小镇边入海。
刚果河的河口没有一般河流入海口的三角洲区域，只有较深的溺谷，河口之外范围内形成了范围很宽的洋面，是非洲大河中唯一利于航运发展的深水河口。

## 历史

### 非洲人王国时代
早在公元前后，班图人即在刚果河下游聚居，逐渐发展成为中南部非洲的主要势力，征服并排挤科伊桑人和俾格米人。13世纪末至14世纪初，下游地区出现刚果王国，控制了河口地区，刚果河因此得名。
1482年葡萄牙人迪奥戈·康首次到达刚果河入海口。在葡萄牙传教士的努力下，刚果王国接受了天主教，定都于圣萨尔瓦多，逐渐成为葡萄牙的保护国。18世纪后，刚果王国崩溃。
同一时期，在刚果河流域，还存在许多小国，其中较为著名的有隆达帝国、卢巴王国、库巴王国等。在西方势力的影响下，至18世纪，这些国家均已崩溃。

### 探險時代
1816年，英國的一支探险队沿着刚果河最远上达基桑加尼。美国记者、英國人亨利·史丹利是第一个沿河走完全程的西方人，他在比利时國王利奥波德二世的资助下，于1879年到1884年对刚果河全流域进行考察，发现卢阿拉巴河并不是尼罗河的源头。斯坦利并且以「國際非洲協會」之名義，同许多当地酋长签署了保护协议，最终使得大部分刚果河流域成为利奥波德的私人采邑。

### 殖民时代
在非洲民族独立运动成功以前，刚果河流域被法国、德国、比利时和葡萄牙瓜分。

## 经济价值

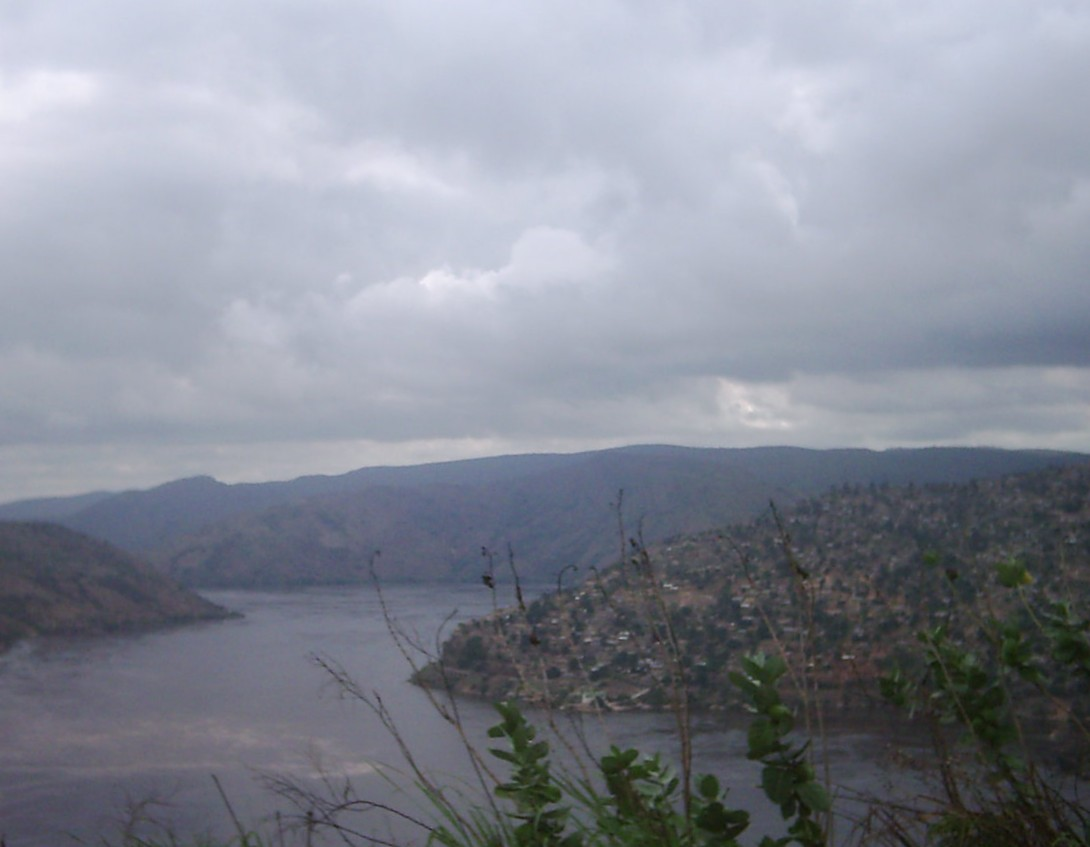
從剛果河右岸看的郊區

### 航运交通
中部非洲各国很多贸易交流通过刚果河及其支流进行，包括铜、棕榈油、糖、咖啡和棉花等。自金夏沙以上，几乎整个刚果河均可通航，但无法直达河口，货物须通过铁路绕过三个主要瀑布到达河口，这极大地影响了刚果河的航运价值。另外由于李文斯頓瀑布过大的落差阻断了刚果河上下游间的直接航运，过去非洲内陆生产的货物都是以河运方式在利奥波德城集中后，再以人力挑运的方式，沿著刚果河岸运送到下游的马塔迪，装运上船继续运送。1898年时，连结两个城市的铁路修筑完成，使得刚果河上下游之间的运输效率大幅提升。

### 水力发电
刚果河是水力资源最丰富的河流，在雨季每秒约有5万立方米的水流入大西洋，有很大的水力发电的潜力，早在半个世纪以前比利时殖民时期就计划过修建水坝。因此有在刚果河及其支流已建造了許多水力发电廠。科學家估計全球的水力发电潜力中，剛果盆地佔了13%。
剛果盆地已有四十個水力发电廠。
刚果河的下游可以建设三个巨型梯级水电站：皮奥卡水电站，大因加水电站，玛塔迪水电站，分别利用80米、100米、80米的水头，其理论水能为3200万kW，4000万kw，3200万kW。其中最大的是在金夏沙西南200公里因加瀑布上的水电站。因加地区的刚果河在25km内落差达100m，是水能资源密度最高的河段，还有一条与刚果河平行的古河汊：科科洛河谷可以利用，不用建造拦河大坝就可以对河流进行分流、分期开发。著名的因加計劃要建造五個水壩，總發電量是34.5億度。1970年代建设因加一号水电厂，装机35万kW。1980年代建了因加二号水电厂，装机140万kW。现在准备建因加3A（130万kW）、因加3B(90万kW)和因加3C(120万kW)，直到完全截断刚果河干流的大因加工程（4000万kW）。
在2005年2月，南非国家电力公司Eskom宣布要在刚果河下游的因加瀑布修建大因加水电站，将可能带来4万兆瓦装机容量，为中国三峡工程发电量的两倍，可满足整个非洲的电力需求。此项工程于2010年初被外界怀疑很可能流产。。
不過也有疑慮新的水电站會使得河中的特有種魚類絕種。

## 自然歷史
刚果河約在更新世形成，距今一百五十萬至二百萬年。
刚果河的形成也造成了倭黑猩猩和黑猩猩的异域物种形成。倭黑猩猩和短肢猴、德赖斯长尾猴、水獛、㺢㹢狓和刚果太阳鸟一樣，是剛果森林中的特有種。

## 生物多样性
刚果河流域拥有仅次于亚马逊雨林的世界第二大热带雨林，生物资源非常丰富。
在赤道附近的刚果河流域有着广阔的常绿林，与稀树草原带相接。流域内的河流和湖泊中有各种鱼类，沼泽内肺鱼，雨林中的鸟类也有很多是非洲独特的品种。刚果河及其支流中生活的水生哺乳动物有河马、水獭和海牛。而雨林中還生活著當地特有的非洲森林象。
刚果河流域水生生物的物种多样性非常高，有已知最高密度的特有種。在剛果河已發現了將近700種魚，其中大部份都還沒有相關研究。由於此處的生物多樣性及流域中的生态差異，一般會將刚果河流域劃分為四個生態區。在這些生態區中，李文斯頓瀑布有超過五十種魚，其中有八十種是特有種。流域的西南邊（開賽河）有超過二百種魚，其中約有四分之一是特有種。此區域主要的魚包括鲤科（辛普森野鯪）、象鼻魚科（象鼻魚）、鮭脂鯉科（单带矮非脂鲤）、倒立鯰科（squeaker catfishes）及慈鯛科（慈鯛）。其中也有巨大且肉食性的白金猛魚。其中罕見的特有種慈鯛為無生物色素及無視力的遺眼亮麗鯛，一般認為居住在160公尺深的河底，以及和美洲和其他地區慈鯛較有關係的多齒異非鯽。刚果河也有許多特有種的青蛙和蝸牛。刚果河中已計劃建造數座水力發電廠，有可能帶來許多特有種生物的絕種。